# Europa Universalis: Rome
Az Europa Universalis: Rome (néhol csak egyszerűen Rome) egy stratégiai videójáték, amelyet a Paradox Interactive fejlesztett ki Johan Andersson vezetésével. A játék az ókori Római Köztársaság idején, az első pun háborút megelőző időkben, Kr. e. 280-ban, a pürrhoszi háborúval kezdődik és egészen a Római Birodalom megalakulásáig, Kr. e. 27-ig tart. A játékban 53 frakció található, amelyek 10 kultúrkört testesítenek meg, mint a római, görög, kelta és egyiptomi. Ezek mindegyike játszható a játékos számára. A játék 2008. április 15-én jelent meg Amerikában és április 18-án Európában, amelyet a Mac OS X-re kiadott változat követett július 4-én. Augusztus 27-én jelentette be a Paradox a játékhoz kiadott kiegészítőt, amely a "Europa Universalis: Rome – Vae Victis" nevet kapta. A Mac OS X változat kódolását végző Virtual Programming 2010. július 23-án kiadta a játék Gold verzióját a platformra, amely az alapjáték mellett a kiegészítőt is tartalmazza.

## Fogadtatás
| Összegzőoldal | Értékelés |
| ------------- | --------- |
| Metacritic    | 73/100    |

| Szerző    | Értékelés |
| --------- | --------- |
| 1Up.com   | C         |
| Eurogamer | 7/10      |
| GameSpy   | 3/5       |
| IGN       | 8,7/10    |